# Lac Yellowstone
Pour les articles homonymes, voir Yellowstone (homonymie).
Le lac Yellowstone est un lac situé dans le parc national de Yellowstone dans l'État du Wyoming aux États-Unis.
Mesurant 32 kilomètres de long et 23 kilomètres de large pour une superficie de 360 km2, il s'agit du plus grand lac du parc, ainsi que du plus grand lac de montagne d'Amérique du Nord avec une altitude supérieure à 2 100 m.
Du fait de son altitude (2 357 m), la température de l'eau est relativement fraîche l'été (15,6 °C en moyenne) et négative en hiver, qui peut donc présenter une couche de glace pouvant atteindre près d'1 m d'épaisseur. La profondeur moyenne du lac est de 42 mètres mais elle peut atteindre 117 mètres.
Situé dans la partie sud-est du parc, la moitié sud du lac se trouve dans la caldeira de Yellowstone, le cratère du super volcan. Quelques sources chaudes ont été repérées au bord et au fond du lac.
Le lac est traversé du sud au nord par la rivière Yellowstone. De nombreux autres ruisseaux l'alimentent également. Ses eaux finiront par se déverser dans l'océan Atlantique en passant par le Missouri, le Mississippi et le golfe du Mexique.

## Géographie

### Îles
On trouve 3 îles sur l'ensemble du lac (du nord au sud) :
- Île Stevenson
- Île Dot
- Île Frank

### Aménagements
Les aménagements regroupent généralement des centres des visiteurs, des campings, des hôtels, des restaurants, des stations-services et des aires de pique-nique (du nord-est au sud-ouest) :
- Fishing Bridge
- Lake Village (où se trouve la Lake Ranger Station)
- Bridge Bay
- West Thumb
- Grant Village

## Galerie

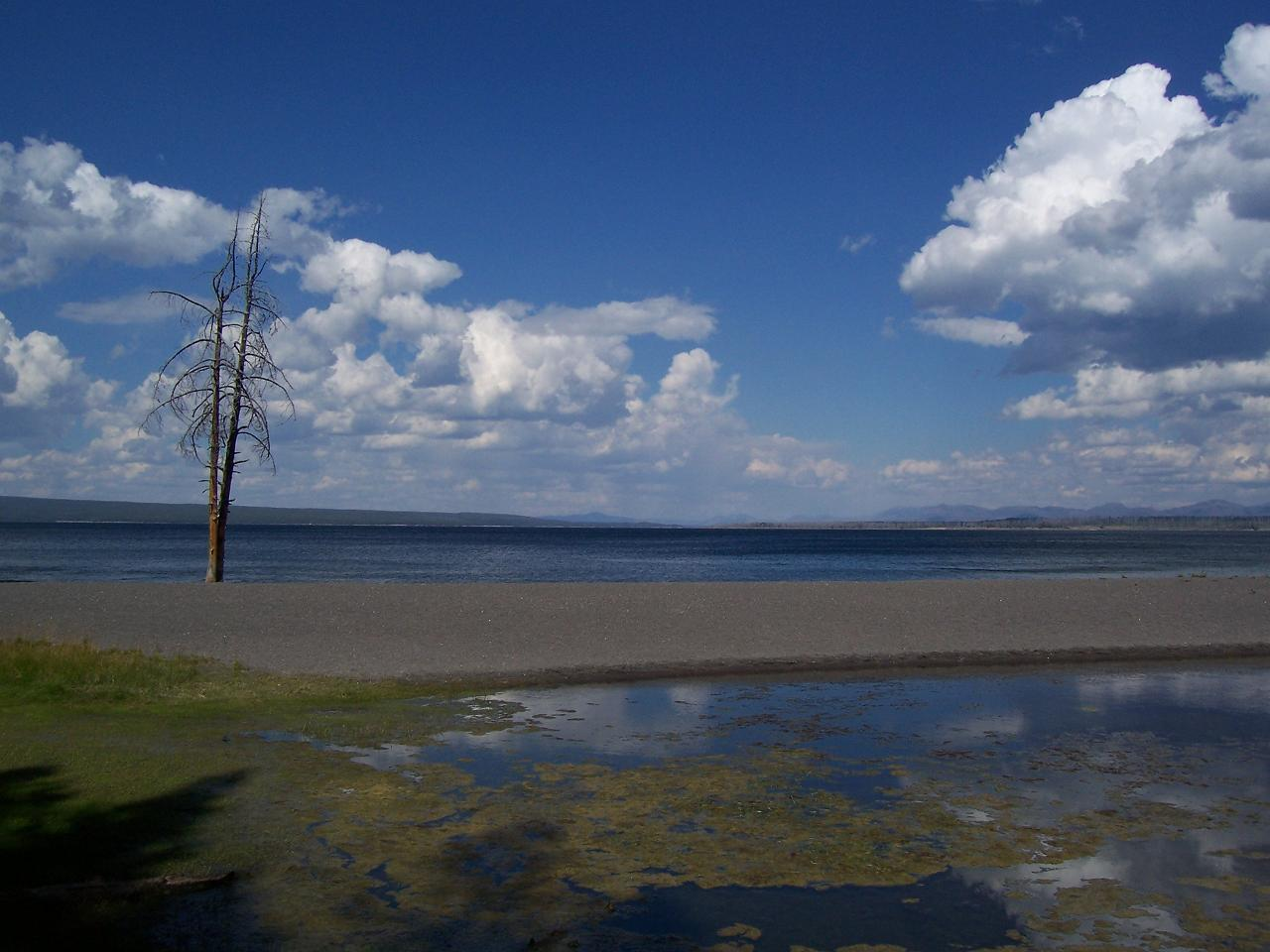
Lac Yellowstone à Grant Village.
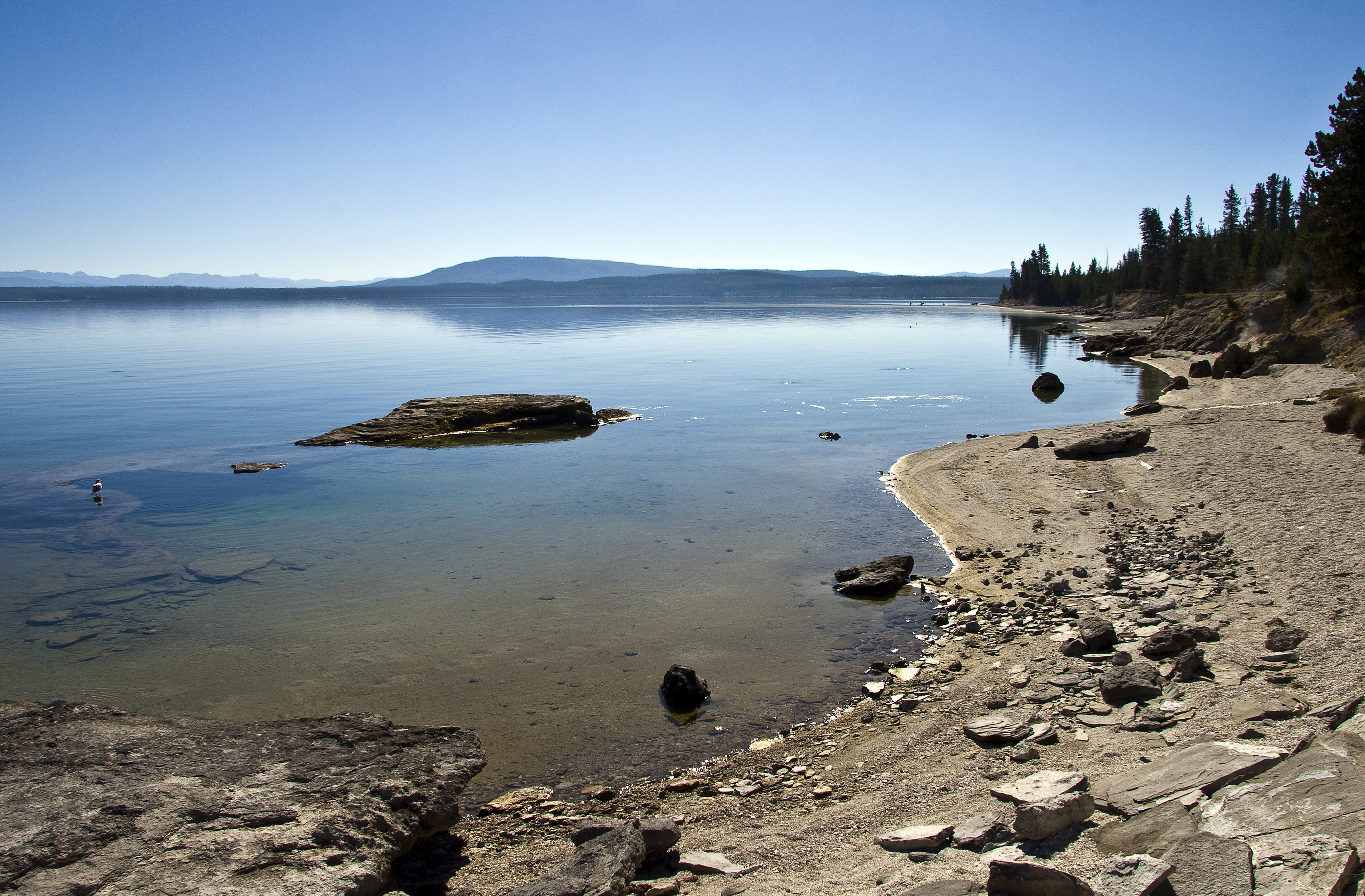
Lac Yellowstone à West Thumb.
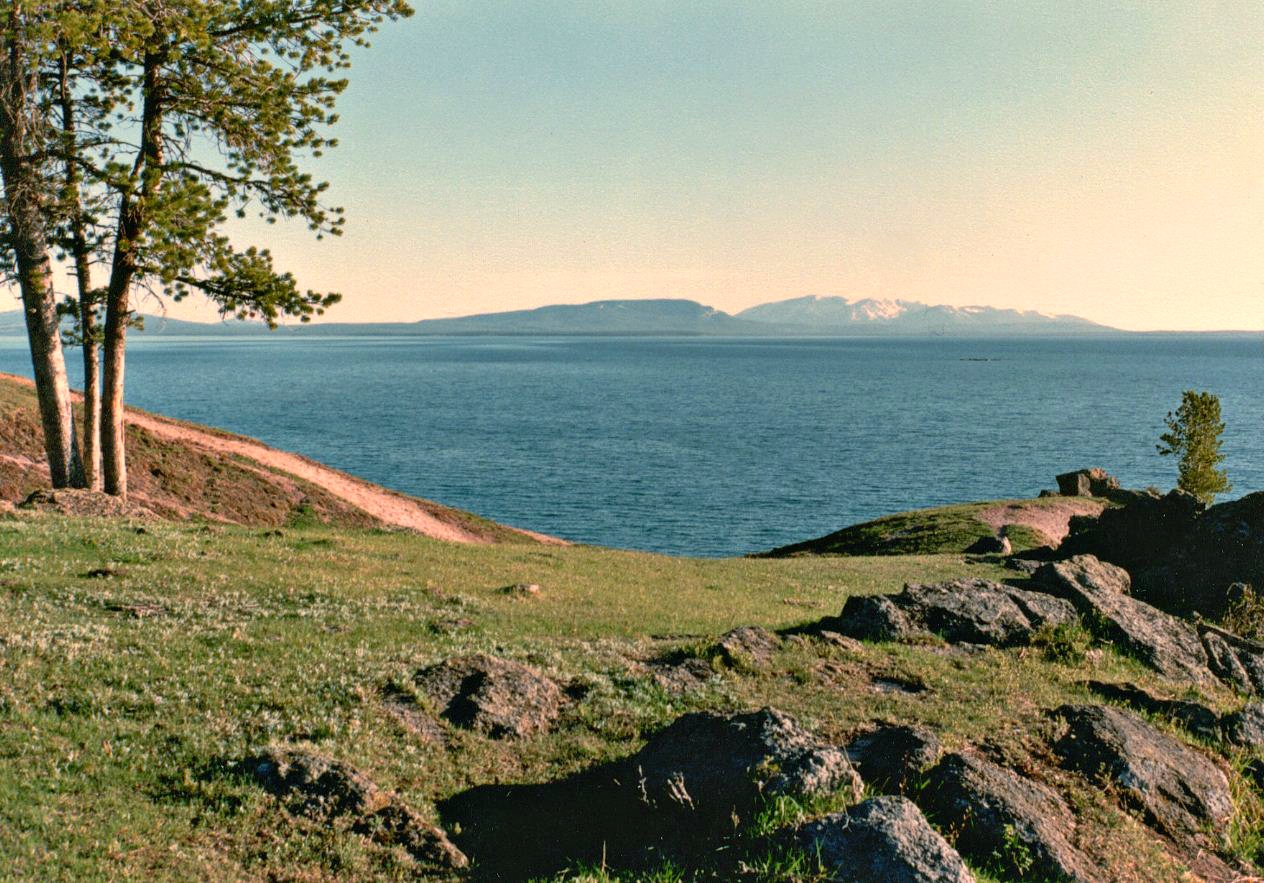
Lac Yellowstone en septembre 1985.
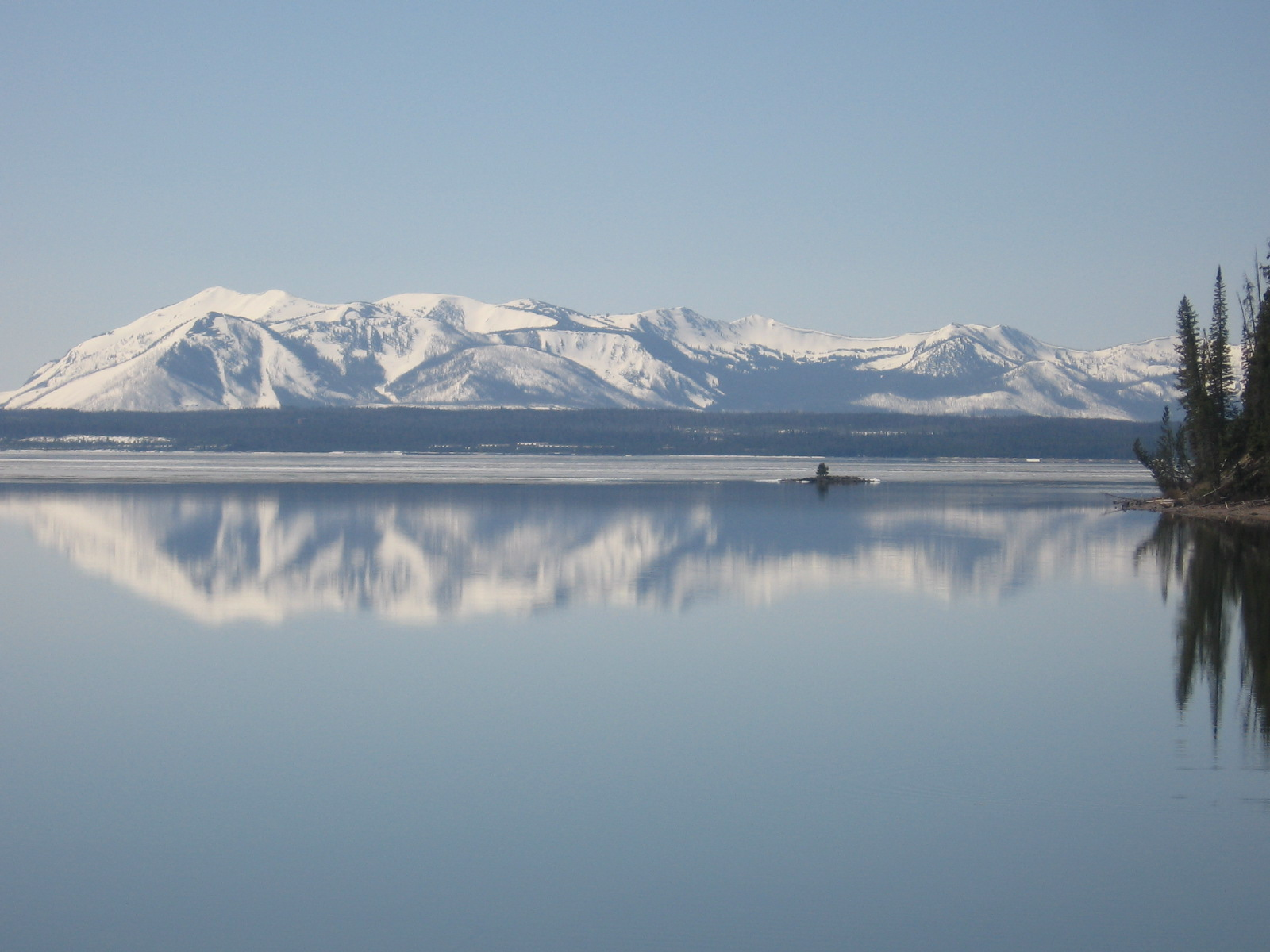
Lac Yellowstone au printemps.
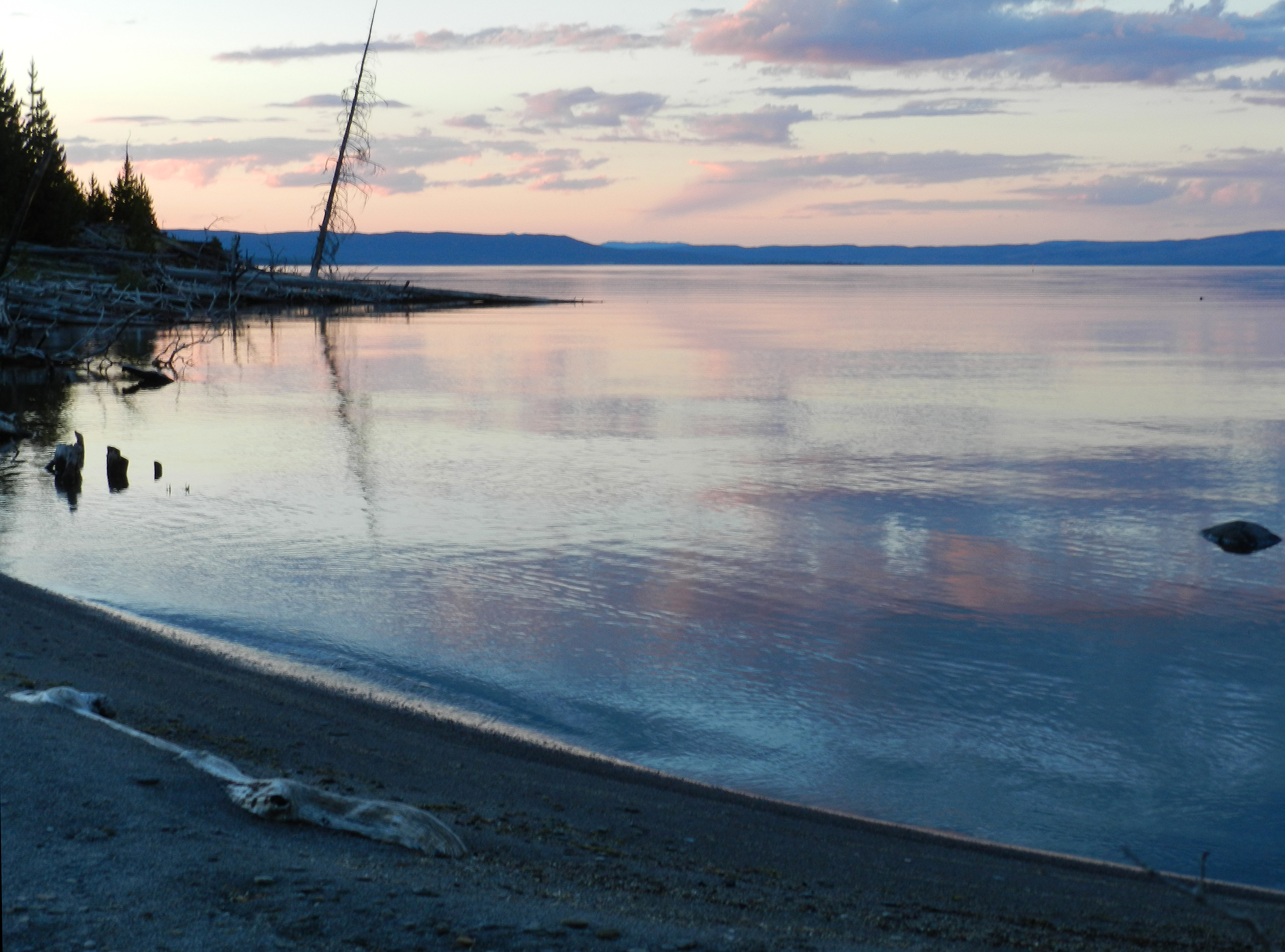
Lac Yellowstone à proximité de Eagle Bay.